# Altona (Indiana)
Pour les articles homonymes, voir Altona.
Altona est une municipalité américaine située dans le comté de DeKalb en Indiana.
Lors du recensement de 2010, sa population est de 197 habitants. La municipalité s'étend sur 0,22 mille carré (0,57 km2).
Le bureau de poste d'Altona ouvre en 1874.